# Mieczysław Moczar

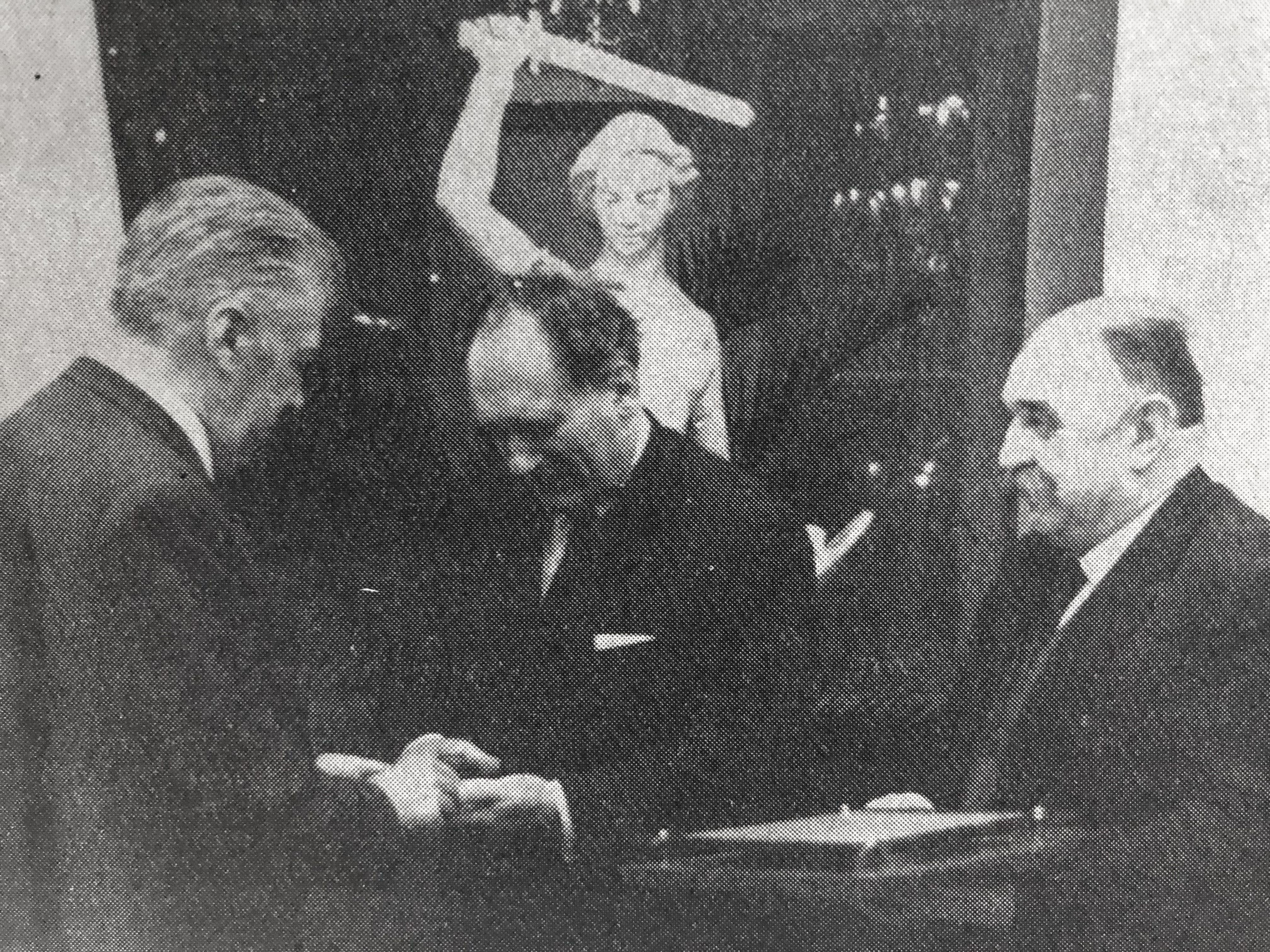
Mieczysław Moczar (w środku) dekoruje kwartalnik „Wojskowy Przegląd Historyczny” odznaką „Za zasługi dla ZBoWiD”. Z lewej redaktor naczelny płk Konrad Bugajak, Warszawa 1970

Mieczysław Moczar, właśc. Mikołaj Demko; vel Diomko, ps. Mietek, Moczar, Woron (Kruk), Ryszard, Bolek (ur. 23 lub 25 grudnia 1913 w Łodzi, zm. 1 listopada 1986 w Warszawie) – polski polityk komunistyczny okresu PRL, generał dywizji Korpusu Bezpieczeństwa Wewnętrznego, minister Państwowych Gospodarstw Rolnych i minister spraw wewnętrznych, wieloletni prezes Najwyższej Izby Kontroli. Członek KPP, PPR i PZPR, wojewoda olsztyński (1948–1950), przewodniczący prezydium Wojewódzkiej Rady Narodowej w Olsztynie (1950–1952), w Białymstoku (1952–1954), w Warszawie (1954–1956), poseł na Sejm PRL II, III, IV, V, VI i VII kadencji. Agent wywiadu Razwiedupru/GRU, członek Biura Politycznego KC PZPR (1970–1971, 1980–1981), wiceprzewodniczący Ogólnopolskiego Komitetu Frontu Jedności Narodu w latach 1981–1983. Budowniczy Polski Ludowej.

## Życiorys
Pochodził z rodziny chłopskiej, jego ojcem był Tichon Demko (lub Diomko), Rusin ze wsi Szostakowo wyznania prawosławnego (aktywny działacz Komunistycznej Partii Polski w Łodzi), a matką Bronisława Wierzbicka, katoliczka, córka łódzkiego włościanina. W Sprawozdaniu wojewody łódzkiego. Rok 1938, Cz. 2 opisany jako Mikołaj Diomko, s. Tichona i Bronisławy, ur. 10 grudnia 1913 w Łodzi, wyznania rzymskokatolickiego, żonaty, robotnik, zam. w Łodzi. Ukończył szkołę powszechną w Łodzi oraz 3-letnie kursy zawodowe (ślusarstwo), na dalszą naukę rodzina nie miała pieniędzy. W latach 30. pracował jako robotnik w fabryce włókienniczej, w tym czasie związał się z ruchem komunistycznym; od 1937 członek Komunistycznej Partii Polski.
W latach 1938–1939 był więziony; zatrzymany 25 maja 1938 w mieszkaniu Bronisława Pola (również aresztowany i skazany), na zebraniu konspiracyjnym Komitetu Dzielnicowego „Górna” Czerwonej Pomocy. Dla odbycia wyroku osadzony w więzieniu w Łęczycy. Tu spotkał m.in. sekretarza Dzielnicy Środkowomiejskiej KPP w Łodzi Ignacego Logę-Sowińskiego, zatrzymanego 18 lutego 1938 podczas rewizji, w której ujawniono rękopis odezwy komunistycznej. 
W czasie agresji III Rzeszy na Polskę, 6 września 1939 więzienie zostało otwarte w krótkim okresie pomiędzy opuszczeniem go przez załogę polską a wejściem do miasta Niemców, dzięki czemu wszyscy więźniowie mogli uciec. Wziął udział w obronie Warszawy.
Po agresji ZSRR na Polskę przebywał na terenie okupacji sowieckiej w Białymstoku, pracował wówczas dla wywiadu ZSRR. Razwiedupr wysłał go na przeszkolenie do Smoleńska, następnie do Gorkiego (kurs spadochronowy); wiosną 1941 został wysłany do Bydgoszczy, tj. na obszar RP wcielony do III Rzeszy. Po wykonaniu misji, w czerwcu 1941, jeszcze przed atakiem Niemiec na ZSRR, ponownie przerzucony na teren okupacji niemieckiej. Tu, posługując się pseudonimem Woron, w noc poprzedzającą niemiecki atak pieszo przekroczył granicę k. Ostrołęki, kierując się do Łodzi, na obszarze tzw. Kraju Warty. Kontakt z radzieckim wywiadem się urwał.
Od 1941 współtworzył w Łodzi wraz z Ignacym Logą-Sowińskim konspiracyjną organizację Front Walki o Naszą i Waszą Wolność, która po powstaniu Polskiej Partii Robotniczej weszła w jej skład. Od czerwca 1942 dowódca Obwodu Łódzkiego Gwardii Ludowej. Od maja 1943 dowódca Okręgu Lubelskiego GL (następnie Armia Ludowa).
W czerwcu 1944 przesunięty do dowodzenia okręgiem kieleckim w związku z jego konfliktem z bezpośrednio podporządkowanym Moskwie Leonem Kasmanem, który dowodził oddziałem partyzanckim na Lubelszczyźnie. Kasman odmówił podporządkowania się Komitetowi Centralnemu PPR i przekazania broni oddziałom AL, dowodzonym przez Moczara. Moczar proponował Władysławowi Gomułce siłowe rozwiązanie sporu, jednak Gomułka nie chciał iść na konflikt z Moskwą. Georgi Dimitrow pisał w depeszy do KC PPR: Zupełnie nie rozumiemy, dlaczego wy i lubelski Komitet Okręgowy, nie bacząc na nasze prośby, przeszkadzacie w pracy grupie Janowskiego (Kasmana), a Mietek (Moczar) grozi nawet jej rozbrojeniem przy użyciu siły.
Po 1945 działał w KC PPR jako kierownik Grupy Operacyjnej Ministerstwa Bezpieczeństwa Publicznego ds. województwa łódzkiego, od 8 czerwca 1945 do 1948 szef Wojewódzkiego Urzędu Bezpieczeństwa Publicznego w Łodzi. W tym czasie mieszkał przy ul. G. Narutowicza 94. 8 czerwca 1945 został oddelegowany do dyspozycji Rządowej Komisji do Walki z Bandytyzmem, gdzie pracował do 26 lipca 1946. 5 lutego 1946 Kierownictwo Walki z Bezprawiem wchodzące w skład organizacji Konspiracyjne Wojsko Polskie wydało na Moczara wyrok śmierci m.in. za „oddanie się na usługi zaborczo nastawionego w stosunku do Polski Z.S.R.R. i działanie w myśl dyrektyw i inspiracji N.K.W.D.”.
Po odsunięciu grupy zwolenników Władysława Gomułki we władzach PPR został zmuszony do złożenia w sierpniu 1948 tzw. samokrytyki, lecz pozostał w strukturach partyjnych, zostając po 16 grudnia 1948 zastępcą członka Komitetu Centralnego utworzonej wówczas Polskiej Zjednoczonej Partii Robotniczej. Bolesław Bierut zarzucał mu, w oparciu o materiały Ministerstwa Spraw Wewnętrznych, prowadzenie działalności frakcyjnej poprzez rozmowy o charakterze antyradzieckim i antysemickim z innymi członkami KC.
W oświadczeniu dla Biura Politycznego KC PPR, 28 sierpnia 1948 Mieczysław Moczar stwierdził:
Związek Radziecki nie jest tylko naszym sojusznikiem, to jest powiedzenie dla narodu. Dla nas, dla partyjniaków Związek Radziecki jest naszą Ojczyzną, a granice nasze nie jestem w stanie dziś określić, dziś są za Berlinem, a jutro na Gibraltarze.
Od 25 maja do 5 września 1948 był zastępcą ministra bezpieczeństwa publicznego do spraw operacyjnych. Od 6 października 1948 wojewoda olsztyński, a po likwidacji urzędów wojewodów (20 marca 1950) – przewodniczący prezydium Wojewódzkiej Rady Narodowej w Olsztynie (od 24 maja 1950 do 16 kwietnia 1952), następnie w Białymstoku (1950–1952) i Warszawie (1954–1956). 
W latach 1956–1981 był członkiem KC PZPR. W latach 1957–1980 pełnił mandat posła na Sejm PRL II, III, IV, V, VI i VII kadencji. Przez kilka miesięcy od kwietnia do grudnia 1956 był ministrem Państwowych Gospodarstw Rolnych. Od listopada 1956 do grudnia 1964 był wiceministrem spraw wewnętrznych. Po wygraniu wewnątrzresortowej rywalizacji z drugim wiceministrem Antonim Alsterem (zmuszonym do odejścia w maju 1962) objął faktyczną kontrolę nad resortem, kierowanym formalnie przez Władysława Wichę. Od 1964 minister spraw wewnętrznych (do lipca 1968). 
Ze stanowiskami tymi związane było budowanie silnej pozycji Moczara w strukturach PZPR. Uważany był za posiadającego największą władzę ministra spraw wewnętrznych w okresie PRL. Był przywódcą tworzonej od początku lat 60. tzw. frakcji „partyzantów” w PZPR, nastawionej wrogo wobec partyjnych „liberałów” i „kosmopolitów”, skupionych we frakcji puławian. „Partyzanci” (inaczej „moczarowcy”) chcieli wywalczyć władzę w PZPR, posługując się retoryką patriotyczno-narodową. Sprzyjało temu przewodniczenie w latach 1964–1972 przez Moczara Radzie Naczelnej Zarządu Głównego Związku Bojowników o Wolność i Demokrację (w latach 1972–1986 pełnił funkcję wiceprzewodniczącego tej Rady). Moczar był zwolennikiem i inicjatorem przywrócenia do życia publicznego kombatantów z Armii Krajowej, a nawet Narodowych Sił Zbrojnych. 
Łukasz Bednarski:
Położenie kombatantów po 1956 r. było ściśle uzależnione od polityki prowadzonej przez władze PRL. Jesienią 1956 r., gdy do władzy doszedł Władysław Gomułka, oficjalnie stalinizm został odrzucony. Wielu żołnierzy AK objęła akcja amnestyjna. Rozpoczęto również ogólnokrajową dyskusję na temat roli AK w okresie okupacji niemieckiej. Zmiana polityki prowadzonej przez komunistów wobec żołnierzy AK wiązała się równolegle z rozpoczęciem masowej inwigilacji środowisk poakowskich, która prowadzona była do 1989 r. włącznie. W okresie moczarowskim kombatanci byli nie tylko inwigilowani przez władze komunistyczne, ale również instrumentalnie wykorzystywani do walki o władzę, która toczyła się w PZPR. W tych rozgrywkach politycznych uczestniczył M. Moczar i grupa ludzi skupionych wokół niego („partyzanci”). Działania Moczara, takie jak podniesienie wysokości rent i emerytur dla członków ZBoWiD-u, eksponowanie zasług żołnierzy AK w okresie okupacji niemieckiej, były niczym innym jak cyniczną grą. Członkowie AK w świadomości Moczara i jego partyjnych towarzyszy pozostawali „zaplutymi karłami reakcji”, choć po Październiku propaganda komunistyczna przestała eksponować to haniebne i kłamliwe hasło.
Środowisko „partyzantów” tworzyło szereg rozgałęzionych koneksji personalnych, głównie wśród resortów siłowych oraz w „drugim garniturze” funkcjonariuszy partyjnych i urzędników państwowych. „Partyzanci” podkreślali swoją kombatancką przeszłość w partyzantce Gwardii Ludowej i Armii Ludowej, przeciwstawiając swoje życiorysy życiorysom funkcjonariuszy partyjnych z frakcji puławian, którzy w czasie wojny przebywali w ZSRR, a nie w kraju (duża część tych działaczy była pochodzenia żydowskiego i była zaangażowana w stalinizm). O skali jego poparcia w aparacie partyjnym może świadczyć fakt, że podczas tajnych wyborów do KC PZPR na IV Zjeździe partii w czerwcu 1964 „skreśliło” go zaledwie 21 delegatów, gdy jednego z przywódców grupy „liberałów” Leona Kasmana 542 delegatów. Do jego stronników zaliczano m.in. generałów Grzegorza Korczyńskiego, Franciszka Szlachcica, Jana Czaplę, Tadeusza Pietrzaka i Teodora Kufla.
Popularne w tym czasie było powiedzenie „Kto nie z Mieciem, tego zmieciem”. Ideologia grupy Moczara była mieszanką nacjonalizmu i komunizmu; mieściła w sobie antysemityzm (propagandowo nazywany antysyjonizmem), niechęć do wszystkiego, co uznane za niepolskie, uwielbienie dla tradycji wojskowej oraz niechęć do liberalizacji systemu komunistycznego. Przez władze KPZR Moczar był postrzegany jako „polski nacjonalista” zagrażający stabilizacji układu władzy w Polsce. 
Nie jest jasne, czy aspirował na stanowisko I sekretarza KC. W lipcu 1968 został pozbawiony stanowiska ministra spraw wewnętrznych, obejmując stanowisko sekretarza KC PZPR. Został również zastępcą członka Biura Politycznego KC PZPR (jak uzasadnił Gomułka, „by był bliżej kierownictwa”). Awans w hierarchii partyjnej przy odsunięciu od kierowania MSW (podstawy jego faktycznych wpływów) faktycznie oznaczał osłabienie jego pozycji przez Władysława Gomułkę. Na V Zjeździe PZPR, który odbył się w listopadzie 1968, „partyzanci” podjęli próbę wprowadzenia Moczara do Biura Politycznego, co miało pokazać, iż jest kandydatem na następcę Gomułki. Gomułka jednak nie dopuścił do awansu Moczara. Wpływy Moczara zaczęły gwałtownie słabnąć na rzecz reprezentanta „technokratów” frakcji śląskiej Edwarda Gierka, zaś w czasie wydarzeń grudniowych frakcja Moczara współdziałała z frakcją Gierka przy odsunięciu od władzy Władysława Gomułki.
Wkrótce po „wydarzeniach grudniowych” Moczar znalazł się na marginesie zdarzeń. 16 grudnia 1970 w Moskwie podczas spotkania z wicepremierem Piotrem Jaroszewiczem premier ZSRR Aleksiej Kosygin, przychylając się do konieczności zmiany I sekretarza KC PZPR, sprzeciwił się zastąpieniu Gomułki przez Moczara, popierając Edwarda Gierka. Kosygin tak scharakteryzował Moczara: Jest to przewrotny i głęboko zdemoralizowany człowiek. Antysemita, dwulicowiec, mający nieskrywane skłonności dyktatorskie. (...) KPZR będzie odradzała polskim towarzyszom z KC PZPR wysuwanie Moczara na I sekretarza PZPR. 20 grudnia 1970, z poręczenia Edwarda Gierka, Moczar został członkiem Biura Politycznego KC PZPR.
Po odsunięciu od władzy Władysława Gomułki podtrzymywał działalność frakcji „partyzantów” w PZPR. W końcu maja 1971 w Olsztynie na posiedzeniu wojewódzkiej organizacji partyjnej doszło do próby sił między nowym I sekretarzem PZPR Gierkiem a Moczarem, który uczestniczył w obradach, pragnąc pozyskiwać zwolenników przed mającym się odbyć za miesiąc posiedzeniem KC, na którym miano wybierać nowych członków Biura Politycznego. Edward Gierek gwałtownie przerwał pobyt w czechosłowackiej Pradze, by wziąć udział w olsztyńskich obradach. Część ze zwolenników Moczara przeszła na stronę Gierka, inni (Grzegorz Korczyński) zostali wysłani na placówki dyplomatyczne. Ciosem dla frakcji "partyzantów" było aresztowanie wiceministra spraw wewnętrznych gen. Ryszarda Matejewskiego i czterech innych wysokich funkcjonariuszy MSW pod zarzutem przestępstw dewizowych. Matejewski został skazany kilka miesięcy później na dwanaście lat więzienia, inni otrzymali również wysokie wyroki.
Ostatecznie 23 czerwca 1971 Moczar utracił funkcję sekretarza KC i został prezesem Najwyższej Izby Kontroli. Podczas VI Zjazdu PZPR, w grudniu 1971, Edward Gierek nie zgłosił Moczara do składu Biura Politycznego, co wiązało się z faktycznym odsunięciem od realnej władzy. W wyborach w skład Komitetu Centralnego uzyskał najwięcej skreśleń ze wszystkich kandydatów. Członkiem KC jednak pozostał.
Ponownie wzrost znaczenia Moczara nastąpił w okresie działania „Solidarności” – od grudnia 1980 do lipca 1981 znowu był członkiem Biura Politycznego KC PZPR. Zaangażował się w poparcie wyboru Stanisława Kani na stanowisko I sekretarza KC. Moczarowi, jako prezesowi NIK, polecono wyjaśnienie zarzutów, jakie „Solidarność” kierowała pod adresem członków ekipy Gierka. Na IX Zjeździe PZPR delegaci nie poparli Moczara (uzyskał zaledwie 764 głosy na 1909 oddanych) i nie wszedł on w skład KC. 
Prezes Zarządu Głównego Związku Bojowników o Wolność i Demokrację w okresie 1964–1972. W latach 1972–1980 – wiceprezes, a w latach 1980–1983 prezes Rady Naczelnej ZBoWiD. Na kongresie związku w maju 1985 powołany w skład Prezydium Rady Naczelnej ZBoWiD. 
Od 1971 do 23 marca 1983 prezes Najwyższej Izby Kontroli. W okresie 1976–1980 członek Rady Ministrów (NIK podlegała wówczas rządowi). W latach 1981–1983 wiceprzewodniczący Ogólnopolskiego Komitetu Frontu Jedności Narodu. Pod naciskiem gen. Wojciecha Jaruzelskiego w marcu 1983 zrzekł się funkcji prezesa NIK.
Autor książki Barwy walki (wydanej 13-krotnie w latach 1962–1988; niektórzy rzeczywiste autorstwo przypisują najczęściej Wojciechowi Żukrowskiemu, autorowi scenariusza filmu). Na podstawie książki Jerzy Passendorfer nakręcił film.
Pochowany w Rąblowie na polu bitwy partyzanckiej, podczas której dowodził oddziałem AL. Przed pogrzebem odbyło się uroczyste pożegnanie na Cmentarzu Wojskowym na Powązkach w Warszawie, w którym uczestniczył I sekretarz KC PZPR, przewodniczący Rady Państwa gen. armii Wojciech Jaruzelski oraz premier Zbigniew Messner. W imieniu władz partyjnych i państwowych PRL przemówienie wygłosił prezes Rady Naczelnej ZBoWiD prof. Henryk Jabłoński.

## Życie prywatne
Z drugiego małżeństwa z lekarką Ireną Orlikowską (zm. 2012), miał syna Piotra (ur. 1950) i córkę Lenę (ur. 1951). Był także żonaty z Alfredą Moczar-Demko (1930–2023) z domu Kosińską.

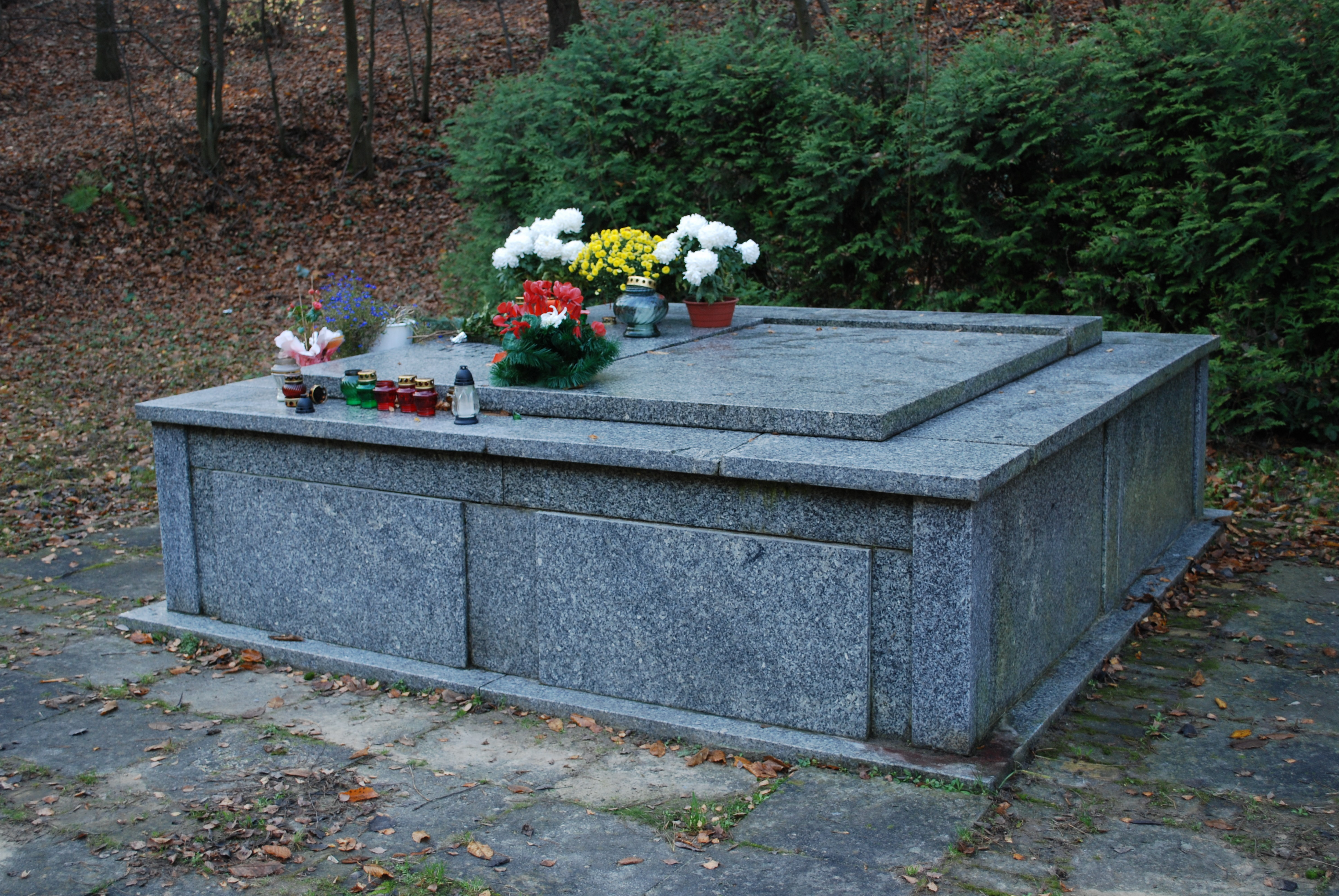
Grób Mieczysława Moczara w Rąblowie

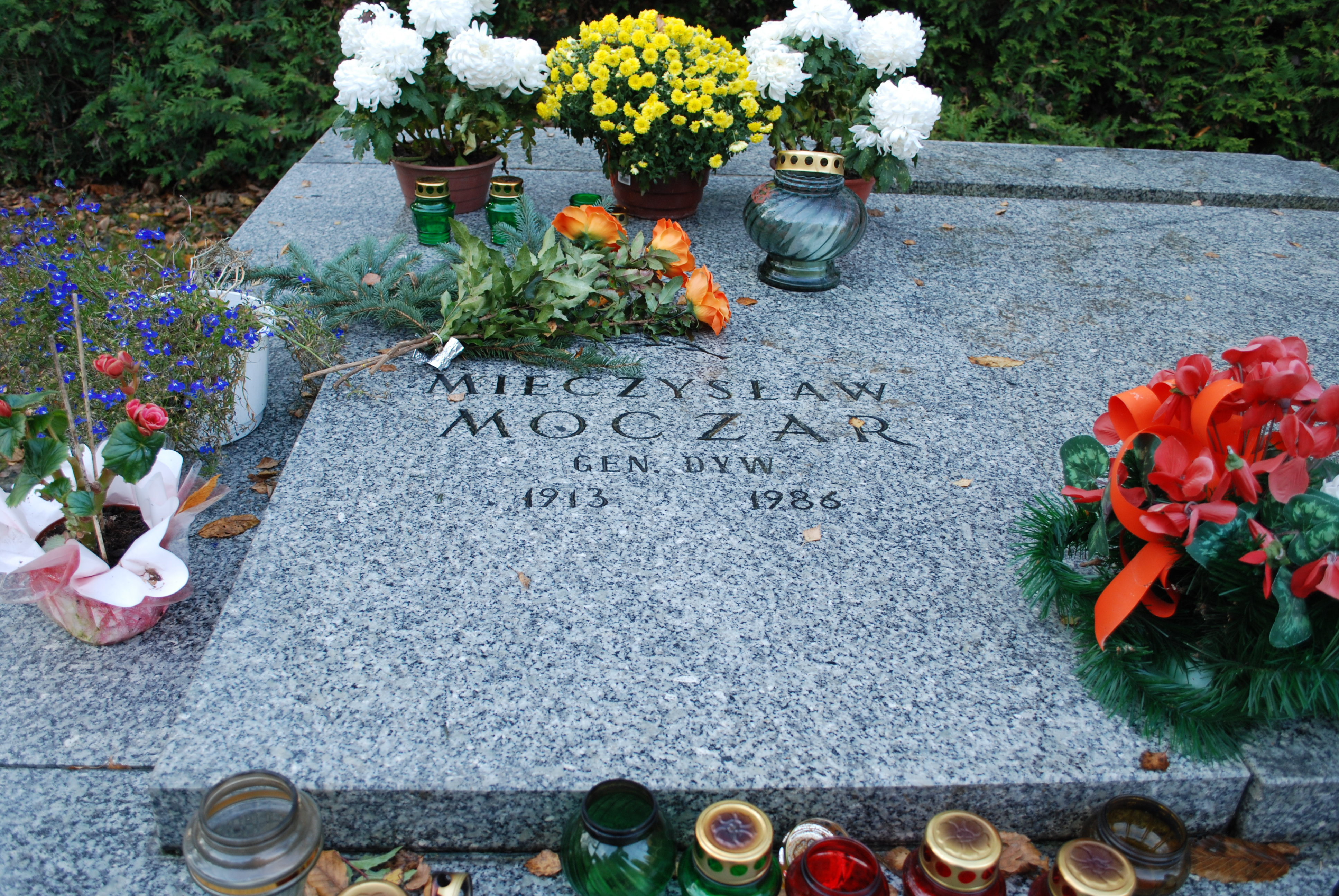
Napis na grobie

## Ordery, odznaczenia i wyróżnienia (lista niepełna)
- Order Budowniczych Polski Ludowej (1964)[50]
- Order Sztandaru Pracy II klasy (1954)
- Order Krzyża Grunwaldu II klasy (1945)
- Krzyż Komandorski Orderu Odrodzenia Polski (1947)
- Krzyż Oficerski Orderu Odrodzenia Polski (10 października 1945)[51]
- Krzyż Złoty Orderu Virtuti Militari (1945)
- Krzyż Walecznych (1946)
- Krzyż Partyzancki (1946)
- Medal za Warszawę 1939–1945 (17 stycznia 1946)[52]
- Medal Zwycięstwa i Wolności 1945
- Medal „Za udział w walkach w obronie władzy ludowej”
- Medal 30-lecia Polski Ludowej
- Medal 10-lecia Polski Ludowej
- Medal im. Ludwika Waryńskiego (pośmiertnie)[53]
- Odznaka 1000-lecia Państwa Polskiego (1966)[54]
- Odznaka „Za Zasługi dla ZBoWiD”
- Honorowa odznaka Zrzeszenia Studentów Polskich (1963)[55]
- Złota Honorowa Odznaka PTTK (1965)[56]
- Złota odznaka Kół Młodzieży Wojskowej (1966)[57]
- Honorowa odznaka Polskiego Związku Narciarskiego (1969)[58]
- Odznaka honorowa „Zasłużony dla Warmii i Mazur” (1960)[59]
- Złota Odznaka „Za zasługi dla województwa warszawskiego” (1962)[60]
- Odznaka „Za zasługi dla Kielecczyzny” (1964)[61]
- Odznaka honorowa „Za zasługi dla Gdańska” (1964)[62]
- Odznaka honorowa „Za Zasługi dla Warszawy” (1965)[63]
- Odznaka Honorowa Gryfa Pomorskiego (1965)[64]
- Odznaka honorowa „Za szczególne zasługi dla rozwoju województwa bydgoskiego” (1965)[65]
- Odznaka honorowa „Za zasługi dla Lubelszczyzny” (1969)[66]
- Odznaka honorowa „Za zasługi w rozwoju województwa koszalińskiego” (1970)[67]
- Order Czerwonego Sztandaru (ZSRR)
- Medal jubileuszowy „W upamiętnieniu 100-lecia urodzin Władimira Iljicza Lenina” (1969, ZSRR)[68]
- Medal jubileuszowy „Dwudziestolecia zwycięstwa w Wielkiej Wojnie Ojczyźnianej 1941–1945” (ZSRR)
- Odznaka „25 lat Zwycięstwa w Wielkiej Wojnie Ojczyźnianej 1941–1945” (1970, ZSRR)[69]
- Medal jubileuszowy „Trzydziestolecia zwycięstwa w Wielkiej Wojnie Ojczyźnianej 1941–1945” (1975, ZSRR)
- Medal jubileuszowy „Czterdziestolecia zwycięstwa w Wielkiej Wojnie Ojczyźnianej 1941–1945” (1985, ZSRR)[70]
- Medal 50-lecia Komunistycznej Partii Czechosłowacji (1971, Czechosłowacja)[71]
- Medal „40. rocznica Wyzwolenia Czechosłowacji przez Armię Radziecką” (Czechosłowacja)
- Nagroda II stopnia Ministra Obrony Narodowej za pozycje pamiętnikarskie za książkę Barwy walki (1962)[72]
- Nagroda Czerwonej Róży (przyznana w 1970 przez Gdańskie Towarzystwo Przyjaciół Sztuki)[73]
- Tytuł honorowego członka klubu Wisła Kraków (1966)[74]
- Tytuł honorowego obywatela miasta Iłża (1964)[75]

## Awanse
- porucznik – lipiec 1943[76]
- major – wrzesień 1943 (z pominięciem stopnia kapitana)
- podpułkownik – 1 kwietnia 1944[77][78]
- pułkownik – październik 1944[79]
- generał brygady – 22 lipca 1947[12]
- generał dywizji – 1963